# John Hunwick
John Owen Hunwick, född 1936 i Chard, död 1 april 2015 i Skokie, var en författare och professor med Afrika som specialitet. Han var bland annat professor emeritus vid Northwestern University.